# Mörk brynblomfluga
Mörk brynblomfluga (Epistrophe obscuripes) är en tvåvingeart som först beskrevs av Gabriel Strobl 1910.  Mörk brynblomfluga ingår i släktet brynblomflugor, och familjen blomflugor. Arten är reproducerande i Sverige.